# 12158 Tape
12158 Tape este un asteroid din centura principală de asteroizi.

## Descriere
12158 Tape este un asteroid din centura principală de asteroizi. A fost descoperit pe 29 septembrie 1973 la Observatorul Palomar de Cornelis Johannes van Houten, Ingrid van Houten-Groeneveld și Tom Gehrels. Asteroidul prezintă o orbită caracterizată de o semiaxă mare de 3,00 ua, o excentricitate de 0,06 și o înclinație de 1,3° în raport cu ecliptica.